# Hall of the Mountain Grill
Hall of the Mountain Grill — четвёртый студийный альбом британской рок-группы Hawkwind, записанный в январе-мае 1974 года в Лондоне и выпущенный в сентябре того же года компанией United Artists Records. Hall of the Mountain Grill поднялся до #16 в Великобритании и до #110 в США. Выпуску альбома предшествовали европейские релизы синглов «Psychedelic Warlords» и «Paradox».

## История создания
Четвёртый студийный альбом Hawkwind стал первым, в записи которого принял участие скрипач и клавишник Саймон Хаус. Отсутствовали Роберт Калверт и Дик Мик. Именно работа Хауса, как отметили многие обозреватели, придала звучанию группы новое измерение и подняло его на качественно новый уровень, отчасти — в ушерб импровизационной свободе, характерной для трёх первых альбомов.
Название альбома имеет отношение — как к (ныне несуществующему) кафе «The Mountain Grill» на Портобелло-роуд, куда в начале 1970-х годов часто наведывались участники группы, так и к композиции Эдварда Грига «В пещере горного короля» («In the Hall of the Mountain King»). Лицевую сторону обложку (на которой изображены обломки космического корабля в туманах инопланетной лагуны) оформил художник Барни Бабблс. На обороте её была использована работа художника Дэвида Харди.

## Список композиций
| №                   | Название                     | Автор(ы)            | Длительность |
| ------------------- | ---------------------------- | ------------------- | ------------ |
| 1.                  | «Psychedelic Warlords»       | Dave Brock          | 6:50         |
| 2.                  | «Wind of Change»             | Dave Brock          | 5:08         |
| 3.                  | «D-Rider»                    | Nik Turner          | 6:14         |
| 4.                  | «Web Weaver»                 | Dave Brock          | 3:15         |
| 5.                  | «You'd Better Believe It»    | Dave Brock          | 7:13         |
| 6.                  | «Hall of the Mountain Grill» | Simon House         | 2:14         |
| 7.                  | «Lost Johnny»                | Лемми/Мик Фаррен    | 3:30         |
| 8.                  | «Goat Willow»                | Дел Деттмар         | 1:37         |
| 9.                  | «Paradox»                    | Dave Brock          | 5:35         |
| Общая длительность: | Общая длительность:          | Общая длительность: | 41:24        |

### Бонус-треки (CD)
1. «You’d Better Believe It» (отредактированная сингл-версия) — 3:22
2. «The Psychedelic Warlords (Disappear in Smoke)» (сингл-версия) — 3:57
3. «Paradox» (ремикс сингл-версии) — 4:04
4. «It’s So Easy» — 5:20

## Некоторые релизы
- Сентябрь 1974: United Artists Records, UAG 29672, UK, винил
- Январь 1981: Liberty Records, LBG29672, UK винил
- Октябрь 1985: EMI Fame, FA413133-1, UK, винил
- Май 1989: EMI Fame, CDFA3133, UK CD
- Октябрь 1992: One Way Records, S2147660, USA CD
- Март 1996: EMI Remasters, HAWKS5, UK CD

## Участники записи
- Дэйв Брок — 6/12-струнная акустическая гитара, электрогитара, электроорган, вокал
- Nik Turner — саксофон, флейта, гобой, вокал
- Lemmy — бас-гитара, акустическая гитара, вокал
- Simon House — синтезатор, меллотрон, скрипка
- Del Dettmar — синтезатор
- Simon King — ударные